# 133
Het jaar 133 is het 33e jaar in de 2e eeuw volgens de christelijke jaartelling.

## Geboren
- Athenagoras van Athene, Grieks-christelijke apologeet (overleden 190)
- 30 januari - Didius Julianus, keizer van het Romeinse Keizerrijk (overleden 193)